# Olbert de Gembloux
 (novembre 2023).
Olbert de Gembloux, né à Leernes vers 980-985 et mort à Liège le 14 juillet 1048, était un moine bénédictin, abbé de Gembloux au XIe siècle. 

## Éléments de biographie
Olbert fut formé successivement à l'abbaye de Lobbes, à Saint-Germain de Paris et à Troyes. Revenu à Lobbes en 1008, il se rendit ensuite auprès de Burchard de Worms et collabora vraisemblablement au Decretum, la célèbre collection canonique écrite par celui-ci.  
En 1012, il fut élu à la tête de l'abbaye de Gembloux. Vers 1021, il reçut également la direction de l'abbaye Saint-Jacques à Liège. Les grandes étapes de sa vie sont retracées par Sigebert de Gembloux, dans ses Gesta abbatum Gemblacensium. 
Il est réputé comme l'un des lettrés les plus raffinés de son temps. C'est en outre sous son abbatiat que Gembloux accéda à une certaine prospérité économique et commença à s'imposer comme un centre intellectuel de renom.  Olbert fit notamment rebâtir l'église, consacrée en 1021, et édifier de nouveaux bâtiments monastiques. Il mourut à Liège le 14 juillet 1048.